# GEOS (8-Bit-Betriebssystem)
GEOS (Graphic Environment Operating System) ist ein Betriebssystem mit grafischer Benutzeroberfläche für Heimcomputer, das zusätzlich Büroanwendungen besitzt. Der Hersteller war Berkeley Softworks, der sich später in GeoWorks Corporation umbenannte.
GEOS wurde für die 8-Bit-Computer C64, C128 sowie Apple II 128k und Apple IIc/e veröffentlicht. Eine Crackergruppe veröffentlichte inoffiziell eine Commodore-Plus/4- und C16-Version. Die 8-Bit-Varianten von GEOS nennen sich den Computermodellen entsprechend GEOS 64, GEOS 128, GEOS PLUS/4 sowie Apple II GEOS.

## GEOS 64 für den Commodore 64
Mit Einführung der zweiten Version des C64, C64C in einem flachen Gehäuse, lag diesem Heimcomputer ab Ende 1986 zunächst für einige Zeit mit GEOS 1.2 ein Betriebssystem mit einer grafischen Benutzeroberfläche mit integrierten Anwendungsprogrammen (Text- und Bildverarbeitung geoWrite und geoPaint) bei, die derjenigen des Apple Macintosh ähnelte. Auf dem deutschsprachigen Markt war diese Version, die ausschließlich in englischer Sprache vorlag, als einzelnes Produkt offiziell nicht erhältlich. Mit Erscheinen der ersten auch für den deutschsprachigen Markt lokalisierten Version 1.3 und später auch 2.0 konnten interessierte Anwender beim deutschen Distributor Markt & Technik diese einzelne Diskette nach Entrichtung eines speziellen Updatepreises (für GEOS 1.3: 39 DM statt 69 DM) gegen die jeweils aktuelle Version austauschen.
Die Version 1.3 enthielt eine ins Deutsche übersetzte Oberfläche. Neben anderen kleinen Verbesserungen bot diese dem Anwender erstmals unter GEOS ein deutsches Tastaturlayout und ermöglichte die Verwendung von Umlauten. Des Weiteren wurden die von Commodore für C64/128 angebotenen RAM-Erweiterungen unterstützt. Sie konnten unter GEOS als eigene Laufwerke, sogenannte RAM-Disk, angesprochen werden und beschleunigten auch die Benutzung existierender Diskettenlaufwerke.

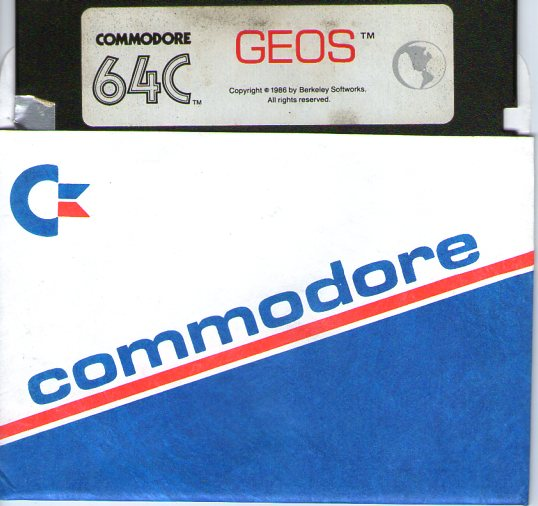
5¼"-Diskette mit GEOS für den C64

GEOS 1.3 wurde auf zwei beidseitig bespielten 5,25 Zoll-Disketten ausgeliefert. Die erste Diskette enthielt auf der Vorderseite die sogenannte Systemdisk, die zum Booten von GEOS verwendet wurde. Da die GEOS-Disketten aufgrund eines leicht veränderten Dateisystems mit herkömmlichen C64-Kopierprogrammen nicht kopiert werden konnten und über einen Kopierschutz verfügten, der erst einige Zeit später überwunden werden konnte, enthielt die zweite Diskette als Sicherungsmaßnahme den Inhalt der Systemdisk noch einmal, diese wurde „Sicherheitssystem“ genannt. Sie diente zum Starten des Systems für den Fall, dass die Systemdiskette beschädigt wird.

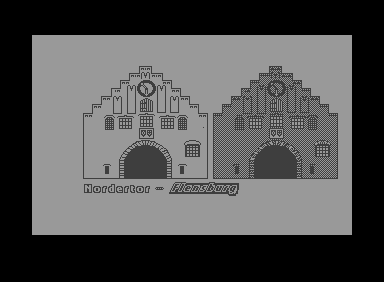
Eine mit geoPaint gezeichnete HiRes-Grafik vom Nordertor, bei der auch die Text-Option Verwendung fand

Die Rückseite der ersten Diskette (genannt „Anwendungen“) enthielt nun die bereits bekannten Anwendungsprogramme geoWrite und geoPaint in neueren lokalisierten Versionen mit kleineren Verbesserungen sowie diverse Hilfsprogramme und Schriftartdateien. Auf der Rückseite der zweiten Diskette (genannt „Treiber“) befanden sich dementsprechend Druckertreiberdateien.
Mit GEOS 64 1.3 erschienen auf dem Softwaremarkt parallel weitere Anwendungen, die zusätzlich käuflich erworben werden konnten: unter anderem die Tabellenkalkulation geoCalc, die Datenbank geoFile, das Desktop-Publishing-Programm geoPublish, eine Diskette mit einer erweiterten geoWrite-Version 2.1 (geoWrite Workshop), die auch ein Programm zur Erstellung von Serienbriefen beinhaltete (geoMerge) und mit geoLaser die Möglichkeit Laserdrucker mittels PostScript anzusteuern, eine Diskette mit kleineren Zusatzprogrammen wie einem Kalender (Calendar), einer Adressverwaltung (geoDex) und einem Kartenspiel (BlackJack) (DeskPack), einer Diskette mit vielen zusätzlichen Schriftarten (FontPack) und eines speziellen Assembler-Entwicklungspaketes (geoProgrammer) und einer BASIC-Implementierung (geoBasic). Jedoch wurde die Menüführung dieser Zusatzprogramme nicht eingedeutscht.
Darüber hinaus erschien auch zeitgleich GEOS 128 1.3, eine spezielle Version, die die erweiterten Fähigkeiten des C128 ausnutzen konnte (siehe Abschnitt GEOS 128 für den Commodore C128).
1988 erschien die nächste Version von GEOS 64, 2.0. Diese präsentierte sich dem Anwender mit einer erweiterten, leicht überarbeiteten Desktop-Oberfläche. Integriert wurden in diese Version, die auf insgesamt vier Disketten ausgeliefert wurde, die Programme des GeoWrite Workshop, das Rechtschreibprüfungsprogramm GeoSpell sowie weitere Druckertreiber. Zeitgleich erschien entsprechend eine GEOS128-Version.
Für den Anwender mit einem damals typischen Ein-Diskettenlaufwerksystem ohne RAM-Erweiterung gestaltete sich die Arbeit mit GEOS folgendermaßen: Er musste, nachdem er GEOS gebootet hatte, in das Diskettenlaufwerk eine von ihm selbst zusammengestellte Arbeitsdiskette einlegen, auf die er das benötigte Anwendungsprogramm, Hilfsprogramme, den Druckertreiber und zu benutzende Schriftartdateien kopiert hatte. Der noch freie Speicherplatz auf der Diskette konnte für Projektdateien verwendet werden. GEOS 64 war aufgrund des begrenzten Arbeitsspeichers nicht in der Lage, Hilfsprogramme, Druckertreiber und Schriftartdateien im RAM zu halten. Daher mussten diese, sofern sie beim Arbeiten benötigt wurden, auf der Arbeitsdiskette verfügbar sein. Bei Verwendung mehrerer Diskettenlaufwerke und/oder einer RAM-Erweiterung konnte die ständige Bereitstellung dieser Zusatzdateien für den Anwender vereinfacht werden, in dem diese in der RAMdisk oder auf der Diskette im anderen Laufwerk vorlagen.
Da Anfang der 1990er Jahre Commodore die Produktion und den Vertrieb der RAM-Erweiterungen einstellte, erschien auf Initiative von Berkeley Softworks das Ersatzprodukt GeoRAM, das in GEOS eine ähnliche Funktionalität aufwies, aber außerhalb von GEOS kaum verwendet wurde. Ab Ende der 80er Jahre entwickelte sich zunächst in Nordamerika eine Public-Domain-Software/Shareware/Freeware-Szene, vor allem in den Foren der Onlineanbieter Quantum Link und Compuserve, die für ein Erscheinen vieler zusätzlicher GEOS-Programme und Tools sorgte. Diese Software war in Europa vor allem über Versandhäuser, die sich auf den Vertrieb von PD-Software spezialisiert hatten, erhältlich. Zudem wurde 1989 in Deutschland der GEOS-User-Club (GUC) als Interessensverein privater GEOS-Anwender gegründet. Der Markt&Technik-Verlag veröffentlichte zwischen 1988 und 1994 im Rahmen von sieben 64’er-Sonderheften, sowie auch als einzelne Titel, weitere GEOS-Programme, so das Terminalprogramm GeoTerm und das alternative Assemblerentwicklungspaket MegaAssembler.
1993 stellte der deutsche Distributor Markt & Technik in Zusammenarbeit mit dem Geos-User-Club (GUC) eine neue Version 2.5 zusammen. Diese umfasste zusätzlich zur bisherigen Version 2.0 eine weitere Diskette, die die alternative Oberfläche Topdesk, die Rechtschreibprüfung Spellchecker und weitere Hilfsprogramme enthielt, die zuvor separat beim GUC erhältlich gewesen waren. Diese Aktualisierung, die eigentlich nur eine Erweiterung war, wurde nur für das deutsche GEOS 64 vorgenommen, nicht für die amerikanische Version und auch nicht für GEOS 128.
In den 90er Jahren bemühten sich andere Hersteller mit der Veröffentlichung alternativer Desktop-Oberflächen und Systemerweiterungen das Arbeiten unter GEOS komfortabler zu gestalten und vor allem die Peripheriegeräte, die der amerikanische Hardwarehersteller Creative Micro Designs (CMD) für C64/128 bis dahin entwickelt hatte, für GEOS besser nutzbar zu machen. Zu nennen sind der von CMD 1993 selbst vorgestellte alternative Desktop Gateway, das 1999 veröffentlichte Upgrade MegaPatch, dessen Oberfläche grafisch an Windows 95 orientiert war und nur in deutscher Sprache vorlag, sowie das etwa zeitgleich erschienene Wheels von Maurice Randall, das den Anspruch hatte, den Look'n Feel des an die frühen MacOS-Versionen orientierten originalen Desktops fortzuführen.
Die Vertriebs- und Produktionsrechte des Betriebssystems lagen bei Berkeley Softworks, die sich später in GeoWorks umbenannten und mit PC/GEOS, sowie darauffolgendem PEN/GEOS eine starke, jedoch zum Vorgänger inkompatible Weiterentwicklung für x86 DOS-PCs, -PDAs, -MiniPCs und -Smartphones veröffentlichten.
Die Commodore-Produktlinie wurde 1993 von Creative Micro Designs (CMD) übernommen. 2001 beendete CMD seinerseits alle Commodore-spezifischen Aktivitäten und übergab am 21. Juli 2001 alle Rechte an die Click Here Software Company, die von Maurice Randall betrieben wird.
| Veröffentlicht   | Bezeichnung            | Infos & Download |
| ---------------- | ---------------------- | --- |
| 1985             | GEOS 64 1.0/1.1        | Betaversionen für Entwickler. |
| Januar 1986      | GEOS 64 1.2            | Auf der Winter-CES-Messe präsentiert Berkeley Softworks die erste offizielle Verkaufsversion. |
| Juni 1986        | GEOS 64 1.2 mit C64-C  | Auf der Sommer-CES-Messe präsentiert Commodore 1986 mit dem C64-C erstmals einen GEOS OEM Heimcomputer. |
| 1987             | GEOS 64 1.3            | Erste in mehreren Sprachen erhältliche Version. |
| 1987/88          | GEOS 64 1.5            | Mit dem flachen C64C auch in Deutschland ausgeliefert. |
| Juni 1988        | GEOS 64 2.0            | Wurde auf der Sommer-CES-Messe 1988 in Las Vegas erstmals präsentiert und ist aktuell beim derzeitigen Rechteinhaber "Click Here Software Co." (Download) als kostenlose Version (englische Version ohne Handbuch, Übertragung auf C64-Disketten muss selbst vorgenommen werden) herunterladbar. Diese Version ist ebenfalls von diversen FTP-Servern im Internet beziehbar. |
| 1993             | GEOS 64 2.5            | In Deutschland vom M&T Verlag mit Hilfe des GEOS User Clubs entwickelt und vertrieben. War an sich ein GEOS 2.0 mit Zusatzdiskette, in der die DeskTop-Alternative TopDesk und andere vorher kostenpflichtige Programme gebündelt wurden. |
| 1999             | GEOS MegaPatch 3.0     | Von Wolfgang Grimm und Markus Kanet entwickeltes Upgrade mit verbesserter Unterstützung für neue Hardware. |
| 1999             | Wheels 64 (Kernal 4.2) | Von Maurice Randall programmiertes umfassendes Upgrade für GEOS 64 2.0, um neuere Hardware nutzbar machen zu können. Ein grafischer Webbrowser sollte später als Zugabe veröffentlicht werden. Eine RAM-Erweiterung wird benötigt, die mit 20 MHz getaktete Beschleunigerkarte SuperCPU wird empfohlen.                                                                      |
| 2002             | Wheels 64 (Kernal 4.4) | Kostenloses Update für Wheels 64 (Kernal 4.2). Enthält Bugfixes für den Kernal und die Oberfläche Dashboard. |
| Seit Anfang 2004 | —                      | GEOS steht für den C64 und C128 ohne Handbuch kostenlos unter CMDRKEY zum Download zur Verfügung. |

## GEOS für den Commodore Plus/4 und C16
Parallel zum C64 versuchte Commodore Business Machines mit dem Plus/4 einen preiswerten Heimcomputer zu etablieren. 1987 wurde GEOS 64 von Oluf Heinrichsen inoffiziell auf den Plus/4 und C16 portiert und GEOS 3.5 (in Anlehnung der Versionsnummer des auf dem Plus/4 eingesetzten Commodore-BASIC-Dialektes) genannt. Auf beiden Heimcomputern benötigt diese GEOS-Version 64 KiB RAM, weshalb der C16 aufzurüsten ist. Außerdem funktioniert GEOS 3.5 ausschließlich mit dem seltenen Plus/4- und C16-Diskettenlaufwerk 1551, das über ein spezielles Parallelkabel angeschlossen wird. Ein Betrieb mit den weit verbreiteten C64/128-Diskettenlaufwerken 1541 und 1571, die an den Rechnern der Plus/4-Reihe ebenfalls üblich waren, ist nicht möglich. GEOS 3.5 besitzt keinen Maussupport, der Mauszeiger muss mittels Joystick gesteuert werden. Hierbei ist zu beachten, dass GEOS 3.5 für den Plus/4 von GEOS 64 1.2 abgeleitet worden war, das zu diesem Zeitpunkt auch am C64/128 für die Verwendung einer Computermaus noch nicht ausgelegt war.

## GEOS 128 für den Commodore 128
Nach Veröffentlichung des GEOS 1.3 für den C64 entschied sich der damalige Hersteller Berkeley Softworks GEOS auch für den professionellen Commodore 128 auf den Markt zu bringen. Dort lief GEOS 128 1.3 auch erstmals in einem 80-Zeichen-Modus (höhere Auflösung als im C64) und war hierbei durch Nutzung der doppelten Prozessortaktfrequenz von 2 MHz dem C64-GEOS überlegen. Mit Erscheinen von GEOS 64 2.0 wurde auch eine 2.0-Version von GEOS 128 veröffentlicht.
GEOS 128 war zu beinahe allen GEOS-64-Applikationen direkt kompatibel, ohne dass in einen C64-Modus umgeschaltet werden musste – anders als bei normaler C64-Software; allerdings beschränkte sich das auf den Betrieb der Anwendung im 40-Zeichen-Modus, da eine GEOS-Anwendung auf einen Modus ausgelegt sein musste, um lauffähig zu sein. Der Modus konnte im Betrieb umgeschaltet werden, was bei Starten einer Anwendung des anderen Modus auch automatisch getan wurde.
GEOS 128 hatte für den Anwender auch den Vorteil, dass es aufgrund des größeren Arbeitsspeichers des C128, im Gegensatz zu GEOS 64 wichtige Zusatzdateien wie den Druckertreiber ständig im RAM halten konnte und ermöglichte so ein komfortableres Arbeiten.
Andere Besonderheiten:
- GeoWRITE 128 lief nur im 80-Zeichen-Modus. Wer einen reinen 40-Zeichen-Monitor oder Fernseher hatte, konnte daher GeoWRITE 128 nicht benutzen.
- Es gab spezielle GEOS 128-Versionen für die Dateiverwaltung GeoFILE und die Tabellenkalkulation GeoCALC. Diese waren allerdings nur für den 80-Zeichen-Modus ausgelegt. Andere zusätzlich erwerbbare GEOS-Anwendungen wie das DTP-Programm GeoPUBLISH und die Diagrammanwendung GeoCHART waren dagegen nur als GEOS 64-Version erhältlich, konnten daher in GEOS 128 nur im 40-Zeichen-Modus gestartet werden.
- GEOS 128 lief im 80-Zeichen-Modus deutlich schneller als GEOS 64 oder GEOS 128 im 40-Zeichen-Modus trotz der höheren Auflösung, da die CPU mit 2 MHz statt mit 1 MHz Takt gefahren wurde. Dies war im 40-Zeichen-Modus nicht möglich, da der 40-Zeichen-Grafikchip "VIC" des C64/128 nur bei 1 MHz das Bild anzeigen konnte. Es gab aber ein Tool, das geschickt auf 2 MHz Takt umgeschaltet hat, während der Kathodenstrahl im oberen oder unteren Rahmenbereich des Bildschirms war und wieder heruntergetaktet hat, wenn er im mittleren Anzeigebereich war. Dadurch wurde effektiv eine Geschwindigkeit von ca. 1,3 MHz erreicht.
- Ein anderer Trick bei 40-Zeichen-Anwendungen die höhere Taktfrequenz zu nutzen, lag darin, mittels eines Diskettenmonitors (ein Editor, mit dem man die Daten auf einer Diskette Byte für Byte bearbeiten kann) in den in einem speziellen Block auf der Diskette abgelegten Metainformationen einer Anwendung durch Setzen eines Flags die Anwendung auf Nutzung des 80-Zeichen-Modus umzustellen. Auch wenn so die optische Darstellung des Programms chaotisch wurde, manche Programme konnten so auch gar nicht ausgeführt werden, ergab dies bei rechenintensiven Anwendungen wie dem Assemblerentwicklungspaket geoProgrammer einen praktischen Nutzen.

In den 90er Jahren erschienen auch für GEOS 128 spezielle Versionen der alternativen Desktop-Oberflächen TopDesk und Gateway sowie des Upgrades Wheels.
Zur allgemeinen Geschichte von GEOS siehe Abschnitt GEOS 64 für den Commodore C64.

## APPLE II 128 KByte, IIe und IIc GEOS
Nach dem Erfolg des UrGEOS am C64 wurde Apple II GEOS von Berkeley Softworks 1988 für die 1982 und 1985 erschienenen Apple-II-Nachfolger Apple //e und Apples ersten tragbaren Computer, den Apple //c, veröffentlicht. 1989 erschien auch eine GEOS-Version für den Ur-Apple II mit 128 KByte RAM (die entsprechende Speichererweiterung eines anderen Herstellers war allerdings nicht sehr verbreitet, mit Apple-eigenen Komponenten lag das RAM-Limit des alten Apple II bei 64 KB und GEOS war nicht nutzbar). Dieser Version lag auch eine Demodiskette von GEOS für den Apple-II-Clone "Sears Laser 128Kbyte" Computer bei. Ob für den Sears Laser 128PC auch eine GEOS Vollversion erschien, konnte bisher nicht ermittelt werden.
Da 1988/89 die Apple-II-Linie bereits betagt war, Apples eigener, aufwärtskompatibler Apple IIgs mit einem wesentlich leistungsfähigeren GUI ausgeliefert wurde, und der Apple Macintosh seinen Siegeszug angetreten hatte, wurde Apple-GEOS kein Verkaufsrenner. Es wurden auch keine Entwicklungswerkzeuge angeboten, die das Softwareangebot hätten erweitern können. Die letzten Apple //e wurden 1993 gefertigt. 1995 wurde der Verkauf und Kundendienst für APPLE II GEOS von Seiten des inzwischen unter der Bezeichnung "GeoWorks Corporation" firmierenden Herstellers eingestellt.